# Affentalalm
Die Affentalalm, auch Affentalalpe oder Arventalalm, ist eine Alm im Tal des Affentalbachs in der Fraktion Oberrotte der Gemeinde St. Jakob in Defereggen. Sie liegt in der Außenzone des Nationalparks Hohe Tauern.

## Lage
Die Affentalalm liegt rund 20 Meter oberhalb des Affentalbachs im Affental. Sie wird umrahmt vom Großen Reinhard (2789 m ü. A.) im Nordwesten, dem Hörnle (2744 m ü. A.) im Osten und Am Hengst 2462 m ü. A. im Süden. Südöstlich liegt das Klammljoch (2288 m ü. A.), über das die Affentalalm mit dem Reintal (Südtirol) durch einen nicht öffentlichen Fahrweg verbunden ist. Ebenso besteht nach Süden ein nicht öffentlicher Fahrweg, der über die Jagdhausalm zu den Seebachalmen und talauswärts bis zur Ortschaft Erlsbach der Gemeinde St. Jakob führt.

## Geschichte
Die Affentalalm wird ebenso wie die südlich gelegene Jagdhausalm und die Obere Seebachalm traditionell von Südtiroler Bauern bewirtschaftet. Die weiter südlich befindliche Untere Seebachalm stand dahingegen immer im Besitz der Deferegger Bauern. Der Name Affental leitet sich von den hier zahlreichen jungen Murmeltieren ab, die in der Jägersprache als Affen bezeichnet werden. Der erst später eingeführte Name Arvental geht auf die hier ebenfalls verbreiteten Zirben zurück, die auch Arven genannt werden. In den Ortsverzeichnissen der Statistik Austria wird die Affentalhütte, bestehend aus einem Gebäude, erstmals 1951 genannt. 1961 wird sie als Arventalhütte, auch Affentalhütte, danach nur noch als Arventalalm bezeichnet.

## Tourismus
An der Affentalalm führt der von zahlreichen Wanderern und Mountainbikern genutzte, nicht öffentliche Fahrweg, der das Südtiroler Reintal über Klammljoch und Jagdhausalm mit dem Defereggental verbindet. Der von der Affentalalm nach Norden führende Weg in Richtung Rotfleckscharte dient Bergsteigern für Touren im Prettaukamm oder Glockhauskamm.